# رانغلي (كولورادو)
رانغلي (بالإنجليزية: Rangely, Colorado)‏ هي بلدة تقع في مقاطعة ريو بلانكو، كولورادو بولاية كولورادو في الولايات المتحدة. تبلغ مساحتها 10.5 (كم²)، وترتفع عن سطح البحر  م، بلغ عدد سكانها 2096 نسمة في عام 2000 حسب إحصاء مكتب تعداد الولايات المتحدة وتصل الكثافة السكانية فيها 199.6 نسمة/كم2.

## أعلام
- ريان جنسن
- جيفري تشيساني
- باول فورستر

## وصلات خارجية
- Town of Rangely
- The US50 - Cities and Towns in Colorado State
- Colorado Cities and Towns, Facts, Map, Flag, Colleges, Government, and More